# Norwegian Getaway
Le Norwegian Getaway, est le 2e navire de classe Breakaway à être construit sur le chantier naval Meyer Werft, pour la flotte de Norwegian Cruise Line. Son sister-ship est le Norwegian Breakaway.